# Гудков, Василий Васильевич
Василий Васильевич Гудков (1 марта 1926 — 3 мая 2018) — советский государственный и партийный деятель.

## Биография
Родился 1 марта 1926 года в д. Верхнее Эйнозеро Вытегорского уезда Ленинградской губернии в крестьянской семье.
В 1940 г. окончил 6-й класс средней школы и поступил в ремесленное училище при Ижорском заводе, после начала войны — в эвакуации в рабочем поселке Новая Утка Свердловской области. С 1942 года после окончания училища работал фрезеровщиком на заводе № 687. В 1945 г. избран первым секретарем Билимбаевского райкома комсомола, с января 1948 г. — инструктор обкома ВЛКСМ.
В 1949—1954 гг. учился и одновременно работал освобожденным секретарем комитета комсомола в Свердловском горно-металлургическом техникуме.
В 1956 г. окончил Свердловский горный институт как слушатель Высших инженерных курсов.
- 1956—1957 — зам. директора Института технического обучения работников цветной металлургии.
- 1957—1959 — второй секретарь Ленинского райкома КПСС города Свердловска.
- 1959—1963 — первый секретарь Ленинского райкома КПСС города Свердловска.
- 1963—1971 — секретарь Свердловского горкома КПСС.
- сентябрь 1971 — июнь 1975 — второй секретарь Свердловского горкома КПСС.
- июль 1975 — декабрь 1980 — председатель Свердловского горисполкома.

С 24 декабря 1980 до 1 августа 1988 г. начальник Управления издательств, полиграфии и книжной торговли Свердловского облисполкома.
С 1 августа 1988 г. персональный пенсионер союзного значения.
В период его руководства горисполкомом был построен комплекс сооружений для переброски воды из озера Иткуль в Чусовую — для улучшения водоснабжения Свердловска.
При нём был снесён Ипатьевский дом, в котором в ночь на 17 июля 1918 г. были расстреляны Романовы.
Награждён тремя орденами Трудового Красного Знамени (1966, 1971, 1976), орденом «Знак Почёта» (1974), многими медалями.
Умер 1 мая 2018 года в Екатеринбурге. Похоронен на Широкореченском кладбище.